# Markos Kiprianu
Markos Kiprianu, gr. Μάρκος Κυπριανού (ur. 22 stycznia 1960 w Limassolu) – cypryjski polityk i prawnik, parlamentarzysta, minister, w latach 2004–2008 członek Komisji Europejskiej. Syn Spirosa Kiprianu.

## Życiorys
Ukończył prawo na Uniwersytecie Narodowym im. Kapodistriasa w Atenach. Kształcił się następnie w Trinity College na Uniwersytecie Cambridge oraz w Harvard Law School w ramach Uniwersytetu Harvarda. W 1985 podjął praktykę w zawodzie adwokata.
Zaangażował się w działalność polityczną w ramach Partii Demokratycznej (DIKO). Od 1986 do 1991 był radnym miejskim w Nikozji, w latach 1993–1996 kierował organizacją młodzieżową DIKO. W 1986 wszedł w skład komitetu centralnego, a w 1990 w skład komitetu politycznego swojego ugrupowania. W latach 1991–2003 sprawował mandat posła do Izby Reprezentantów. Z cypryjskiego parlamentu odszedł w związku z objęciem urzędu ministra finansów, funkcję tę pełnił do 2004.
W maju 2004, po akcesie Cypru do Unii Europejskiej, wszedł w skład Komisji Europejskiej jako komisarz ds. budżetu (obok urzędującej Michaele Schreyer). W listopadzie tego samego roku w kolejnej KE, na czele której stanął José Manuel Barroso, objął stanowisko komisarza ds. zdrowia.
Zrezygnował z tej funkcji w 2008 w związku z nominację na ministra spraw zagranicznych w rządzie Dimitrisa Christofiasa. Urząd ten sprawował od marca 2008 do sierpnia 2011.
Był oskarżony w postępowaniu karnym dotyczącym wybuchu w składzie amunicji w 2011, jednak w 2013 został uniewinniony. W 2014 powrócił do aktywności politycznej, został wówczas wiceprzewodniczącym DIKO.